# Apple Network Server
De Apple Network Server (ANS) is een reeks op de PowerPC-architectuur gebaseerde servers die van februari 1996 tot april 1997 door Apple Computer werd ontworpen, geproduceerd en verkocht. De machines maakten geen deel uit van de Apple Macintosh-computerlijn, ze waren ontworpen om het AIX-besturingssysteem van IBM te draaien. Dit maakt ze tot op heden de laatste niet-Macintosh-computers die Apple heeft gemaakt. De korte levensduur van het product wordt toegeschreven aan de aanzienlijke financiële problemen bij Apple begin 1997. Apple had pas weer vergelijkbare serverhardware in hun productassortiment bij de introductie van de Xserve in 2002.

## Ontwerp
Behuizing: De Apple Network Servers gebruiken een deskside-behuizing op wieltjes die voorzien is van een klein LCD-scherm voor diagnose. Aan de voorkant van de behuizing zijn zeven slots voorzien voor opslagapparaten, met daarin standaard een cd-rom en één harde schijf. In de vrije slots kunnen bijkomende harde schijven of een DAT-tapedrive geînstalleerd worden. Deze slots ondersteunen hot swapping: de harde schijf wordt in een lade gemonteerd die in- en uit de slots kan geschoven worden. De Network Server 700 ondersteunt optioneel ook redundante en hot-swappable voedingen. Met afmetingen van 62,2 × 41,9 × 45,7 cm (h×b×d) had de behuizing ongeveer de breedte van een 19 inchrek en een hoogte van ongeveer 14 rekeenheden.
Moederbord: Aanvankelijk zou Apple een volledig nieuw moederbord ontwerpen voor de Apple Network Server, maar om onduidelijke redenen zijn die plannen geschrapt en werd een aangepast moederbord van de Power Macintosh 9500 gebruikt met een gewijzigde ROM die het onmogelijk maakte om Mac OS te draaien. In plaats daarvan werd AIX geporteerd naar de nieuwe hardware.
Uitbreiding: het moederbord beschikt over 6 PCI-slots, verspreid over twee PCI-bussen.
Systeemsoftware: De Apple Network Servers werden exclusief met AIX geleverd, in een versie met de naam "AIX for Apple Network Servers" waaraan enkele Apple-specifieke functies zoals AppleShare waren toegevoegd. Er bestaan twee versies: 4.1.4 en 4.1.5. Apple's eigen Unix-variant A/UX was al niet meer leverbaar en ondersteunt de PowerPC-processor niet. Vanwege hun overeenkomsten met het AIX-besturingssysteem en de AIX-hardware zijn de Apple Network Servers grotendeels binair compatibel met de RS/6000-serie van IBM. Toepassingen die afhankelijk zijn van de POWER2-processor en Micro Channel-bus van de vroege RS/6000 zijn echter incompatibel met de PowerPC CPU en PCI-bus van de ANS.

## Modellen
Beschikbaar vanaf 26 februari 1996: 
- Network Server 500/132:[4] 132 MHz PowerPC 604 CPU, 32 MB RAM, zonder harde schijf of met een 2 GB harde schijf en een 4× CD-ROM
- Network Server 700/150:[5]  150 MHz PowerPC 604 CPU, 32 of 48 MB RAM, met een 1 GB of 4 GB harde schijf en een 4× CD-ROM

Beschikbaar vanaf 14 september 1996:
- Network Server 700/200:[6]  200 MHz PowerPC 604e CPU, 48 MB RAM, met twee 4 GB harde schijven en een 8× CD-ROM

## Specificaties
- Processor:
  - 500/132: PowerPC 604, 132 MHz
  - 700/150: PowerPC 604, 150 MHz
  - 700/200: PowerPC 604e, 200 MHz
- Systeembus snelheid: 44 MHz
- ROM-grootte: 4 MB
- Databus: 64 bit
- RAM-type: 60 ns 168-pin DIMM
- Standaard RAM-geheugen:
  - 500/132: 32 MB
  - 700/150: 32 of 48 MB
  - 700/200: 48 MB
  - Uitbreidbaar tot maximaal 512 MB
  - RAM-sleuven: 8
- Standaard video-geheugen: 1 MB DRAM
  - Uitbreidbaar tot maximaal 1 MB DRAM
- Standaard diskettestation: 3,5-inch, 1,44 MB (manueel)
- Standaard harde schijf:
  - 500/132: geen of 2 GB (SCSI)
  - 700/150: 1 GB of 4 GB (SCSI)
  - 700/200: twee 4 GB (SCSI)
  - Uitbreidbaar tot maximaal 5 (500/132) of 7 (700/150 en 700/200) interne harde schijven
- Standaard optische schijf:
  - 500/132: 4× CD-ROM (SCSI)
  - 700/150: 4× CD-ROM (SCSI)
  - 700/200: 8× CD-ROM (SCSI)
- Uitbreidingssleuven: 6 PCI
- Type batterij: 3,6 volt Lithium
- Uitgangen:
  - 1 ADB-poort (mini-DIN-4) voor toetsenbord en muis
  - 1 video-poort (VGA)
  - 1 SCSI-poort (DB-25)
  - 1 Ethernet poort (AAUI-15)
  - 2 LocalTalk seriële poorten (mini-DIN-8)
  - 1 audio-uit (3,5 mm jackplug)
  - 1 microfoon (3,5 mm jackplug)

- Ondersteunde systeemversies: AIX 4.1.4 en AIX 4.1.5
- Afmetingen: 62,2 cm × 41,9 cm × 45,7 cm (h×b×d)
- Gewicht: 36-41 kg